# Lijst van rijksmonumenten in Nederweert (gemeente)
De Nederlandse gemeente Nederweert telt 33 inschrijvingen in het rijksmonumentenregister. Hieronder een overzicht. 

## Kreijel
De plaats Kreijel telt 1 inschrijving in het rijksmonumentenregister.
| Object      | Oorspronkelijke functie?  | Bouwjaar | Architect | Locatie    | Coördinaten?                  | Nr.?  | Afbeelding        |
| ----------- | ------------------------- | -------- | --------- | ---------- | ----------------------------- | ----- | ----------------- |
| Sint-Joseph | Industrie- en poldermolen | 1840     |           | Kreijel 15 | 51° 17' 21" NB, 5° 46' 16" OL | 30318 | Meer afbeeldingen |

## Leveroy
De plaats Leveroy telt 3 inschrijvingen in het rijksmonumentenregister.
| Object                                                                              | Oorspronkelijke functie? | Bouwjaar                              | Architect | Locatie                           | Coördinaten?                  | Nr.?   | Afbeelding        |
| ----------------------------------------------------------------------------------- | ------------------------ | ------------------------------------- | --------- | --------------------------------- | ----------------------------- | ------ | ----------------- |
| Boerderij met binnenplaats                                                          | Boerderij                | 1776 (gevelsteen) 1768 (ankerjaartal) |           | Kerkstraat 9                      | 51° 14' 59" NB, 5° 50' 52" OL | 22129  | Meer afbeeldingen |
| Boerderij van het hoftype, voorheen leerlooierij                                    | Boerderij                | 1804 (ankerjaartal)                   |           | Kerkstraat 14                     | 51° 14' 59" NB, 5° 50' 48" OL | 22130  | Meer afbeeldingen |
| Mesolitisch kamp en nederzettingsresten uit neolithicum, ijzertijd en Romeinse tijd | Archeologie              |                                       |           | bij Mildert; Dal Tungelroyse Beek | 51° 14' 23" NB, 5° 48' 23" OL | 532278 | Upload foto       |

## Nederweert
De plaats Nederweert telt 24 inschrijvingen in het rijksmonumentenregister. Zie Lijst van rijksmonumenten in Nederweert (plaats) voor een overzicht.

## Nederweert-Eind
De plaats Nederweert-Eind telt 1 inschrijving in het rijksmonumentenregister.
| Object                                                                              | Oorspronkelijke functie? | Bouwjaar | Architect | Locatie   | Coördinaten?                  | Nr.?  | Afbeelding  |
| ----------------------------------------------------------------------------------- | ------------------------ | -------- | --------- | --------- | ----------------------------- | ----- | ----------- |
| Gesloten hoeve onder met rode Hollandse en muldenpannen gedekte zadel- en wolfdaken | Boerderij                | 19e eeuw |           | Hulsen 10 | 51° 16' 34" NB, 5° 45' 42" OL | 30317 | Upload foto |

## Ospel
De plaats Ospel telt 3 inschrijvingen in het rijksmonumentenregister.
| Object                                           | Oorspronkelijke functie?  | Bouwjaar | Architect     | Locatie                    | Coördinaten?                  | Nr.?   | Afbeelding        |
| ------------------------------------------------ | ------------------------- | -------- | ------------- | -------------------------- | ----------------------------- | ------ | ----------------- |
| De Korenbloem                                    | Industrie- en poldermolen | 1870     |               | Korenbloemstraat 3         | 51° 17' 59" NB, 5° 46' 49" OL | 30319  | Meer afbeeldingen |
| Onze-Lieve-Vrouw-Onbevlekt-Ontvangenkerk         | Kerk en kerkonderdeel     | 1868     | P.J.H.Cuypers | Onze Lieve Vrouwestraat 38 | 51° 17' 54" NB, 5° 47' 4" OL  | 30320  | Meer afbeeldingen |
| Onze-Lieve-Vrouw-van-Altijddurende-Bijstandkapel | Kapel                     | 1907     |               | Klaarstraatzijweg 1        | 51° 17' 36" NB, 5° 46' 13" OL | 526499 | Meer afbeeldingen |

## Roeven
De plaats Roeven telt 1 inschrijving in het rijksmonumentenregister.
| Object   | Oorspronkelijke functie?  | Bouwjaar    | Architect | Locatie       | Coördinaten?                  | Nr.?   | Afbeelding        |
| -------- | ------------------------- | ----------- | --------- | ------------- | ----------------------------- | ------ | ----------------- |
| Windlust | Industrie- en poldermolen | 1872 / 1993 |           | Roeven bij 14 | 51° 15' 56" NB, 5° 44' 50" OL | 526502 | Meer afbeeldingen |

Beek ·
Beekdaelen ·
Beesel ·
Bergen ·
Brunssum ·
Echt-Susteren ·
Eijsden-Margraten ·
Gennep ·
Gulpen-Wittem ·
Heerlen ·
Horst aan de Maas ·
Kerkrade ·
Landgraaf ·
Leudal ·
Maasgouw ·
Maastricht ·
Meerssen ·
Mook en Middelaar ·
Nederweert ·
Peel en Maas ·
Roerdalen ·
Roermond ·
Simpelveld ·
Sittard-Geleen ·
Stein ·
Vaals ·
Valkenburg aan de Geul ·
Venlo ·
Venray ·
Voerendaal ·
Weert